# Brasserie De Vlier
La Brasserie De Vlier (en néerlandais : Brouwerij De Vlier) est une brasserie située dans la commune de Holsbeek en province du Brabant flamand (Belgique). 

## Historique de la brasserie
La brasserie voit le jour le 10 mars 2008 sous la forme d'une SPRL. Elle est créée par Marc Andries, un ingénieur en chimie et agriculture, option biotechnologie diplômé à la Vrije Universiteit Brussel (VUB). Avant la création de son entreprise, Marc Andries avait déjà travaillé dans le domaine brassicole auprès de l'entreprise Meura (matériel pour brasseries), à la Brasserie d'Achouffe en 1998 et 1999 et à la Brasserie Haacht de 1999 à 2003. La brasserie se trouve initialement à Vlierbeek, un hameau de Kessel-Lo et prend le nom de Brouwerij De Vlier. La première bière produite s'appelle Kessel Blond. Mais, très vite, il apparaît que l'emplacement n'est pas idéal et la brasserie déménage à Holsbeek à la Leuvensebaan (chaussée de Louvain) en automne 2009. Afin d'augmenter la production, la brasserie achète deux cuves de fermentation de 10 hectolitres. La brasserie a l'originalité de produire trois bières bruts équivalant aux types sec, demi-sec et rosé. 

## Principales bières
La brasserie produit des bières traditionnelles principalement commercialisées en bouteilles de 75 cl.
- Kessel Blond, une bière blonde de fermentation haute titrant 7,5 % en volume d'alcool.
- Kessel 69, une bière ambrée titrant 6,9 % en volume d'alcool.
- De Vlier Dark, une bière brune de fermentation haute titrant 8 % en volume d'alcool.
- De Vlier Saison, une bière de saison de fermentation haute titrant 5,5 % en volume d'alcool.
- De Vlier Winter Stout, un stout de fermentation haute titrant 8,5 % en volume d'alcool.
- Holsbeekse Lentetripel, une bière de saison (printemps) triple de fermentation haute titrant 8,5 % en volume d'alcool.
- Carrousel, une bière blonde de fermentation haute titrant 6 % en volume d'alcool brassée depuis 2011.

Des bières bruts se référant à la méthode champenoise (fermentation secondaire avec adjonction de levure de Champagne) sont aussi brassées. Très pétillantes, elles sont servies à l'apéritif.
- De Vlier Brut, une bière blonde brut titrant 8 % en volume d'alcool. Elle se réfère à une boisson apéritive de type brut ou sec.
- Gulden Delle, une bière brut au sirop de fleurs de sureau titrant 8 % en volume d'alcool. Elle se réfère à une boisson apéritive de type demi-sec.
- Ferme Framboos, une bière brut au jus de framboises provenant d'une ferme écologique de Rhode-Sainte-Agathe titrant 8 % en volume d'alcool. Elle se réfère à une boisson apéritive de type rosé